# Kathlaniidae
Die Kathlaniidae sind eine Familie der Spulwürmer mit über 160 Arten.

## Merkmale
Kathlaniidae sind Cosmocercoidea, bei denen die Engstelle des Ösophagus (Isthmus) rundlich ist.

## Systematik
Die Kathlaniidae werden in drei Unterfamilien und folgende Gattungen gegliedert:
- Cruziinae Travassos, 1917
  - Cruzia Travassos, 1917
  - Pseudocruzia Wolfgang, 1953
- Kathlaniinae Lane, 1914
  - Amblyonema Linstow, 1898
  - Cissophyllus Railliet & Henry, 1912
  - Dacnitoides Ward & Magath, 1917
  - Falcaustra Lane, 1915
  - Kathlania Lane, 1914
  - Megalobatrachonema Yamaguti, 1941
  - Myleusnema Moravec & Thatcher, 1996
  - Probstmayria Ransom, 1907
  - Spectatus Travassos, 1923
  - Spironoura Leidy, 1856
  - Tonaudia Travassos, 1918
  - Urodelema Baker, 1981
- Oxyascaridinae Freitas, 1958
  - Oxyascaris Travassos, 1920
  - Pseudoxyascaris Uchida & Itagaki, 1979

Die von Hodda ausgewiesene Gattung Dacnitis Dujardin, 1845 wird in den aktuellen Datenbanken als Synonym für 
Cucullanus (Familie Cucullanidae) ausgewiesen. Hodda (2022) führt auch die Gattung Serradacnitis (Lane, 1916) als monotypische Gattung innerhalb der Kathlaniinae. In die CIH keys to the nematode parasites of vertebrates wurde sie jedoch nicht aufgenommen und die World Database of Nematodes und das Interim Register of Marine an Nonmarine Genera führen sie nur als Synonym für Cucullanus. Gleiches gilt für die Gattung Dacnitis (Dujardin, 1845).